# Hyades (mythologie)
Pour les articles homonymes, voir Hyades.
 (février 2015).

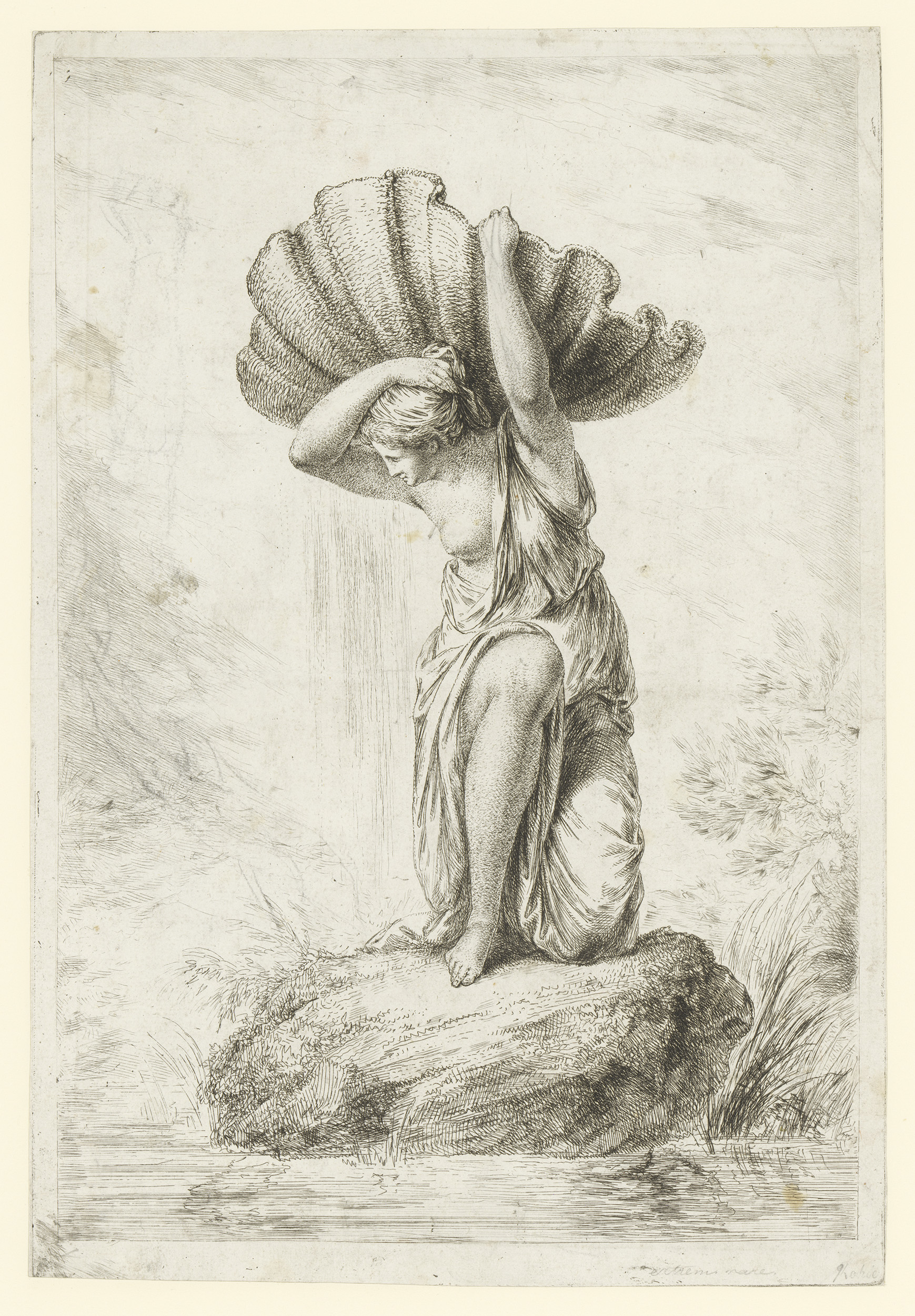
La hyade Eudore.

Dans la mythologie grecque, les Hyades (en grec ancien ‘Υάδες / Huádes, « les Pluvieuses », de ὑειν, « pleuvoir ») sont les nymphes des pluies. Elles forment un groupe d'étoiles dans la constellation du Taureau.

## Famille
Elles passent, selon les sources, pour les filles d'Atlas et d'Éthra ou et Pléioné, ou d'Hyas et de Béotie, ou d'Océan, ou de Mélissé, ou de Cadmilos, ou d'Érechthée.
Les sources divergent sur leur nombre (deux, trois, cinq, sept ou beaucoup plus) et sur leur nom (on retient généralement : Ambroisie, Clééia, Coronis, Dioné, Eudore, Ésylé, Polyxo, Phaéo, Phésyle, etc.).

## Mythe
Elles furent les nourrices de Zeus à Dodone. Après la naissance de Dionysos, elles portèrent le jeune dieu sur le mont Nysa et le remirent à Ino. Zeus les transporta ensuite au ciel pour les soustraire à la colère d'Héra.
Selon une autre version, leur frère Hyas ayant été tué par un lion (ou un sanglier), elles se montrèrent inconsolables après sa mort et ne cessèrent de le pleurer. Les dieux, émus, les placèrent alors parmi les étoiles comme la constellation des Hyades (dans la constellation du Taureau) tandis que leur frère Hyas fut transformé en la constellation du Verseau.
Les anciens leur accordaient une grande influence, puisqu'ils pensaient que ces sœurs présidaient aux pluies. Leur apparition dans le Ciel annonçait l'arrivée des pluies de saison. En effet, la position héliaque de leur constellation en novembre, marquait le début de la saison des pluies en Grèce. Par conséquent, elles furent appelées « les Pluvieuses ».